# Xylena buckwelli
Xylena buckwelli är en fjärilsart som beskrevs av Charles E. Rungs 1952. Xylena buckwelli ingår i släktet Xylena och familjen nattflyn. Inga underarter finns listade i Catalogue of Life.